# Miniserial

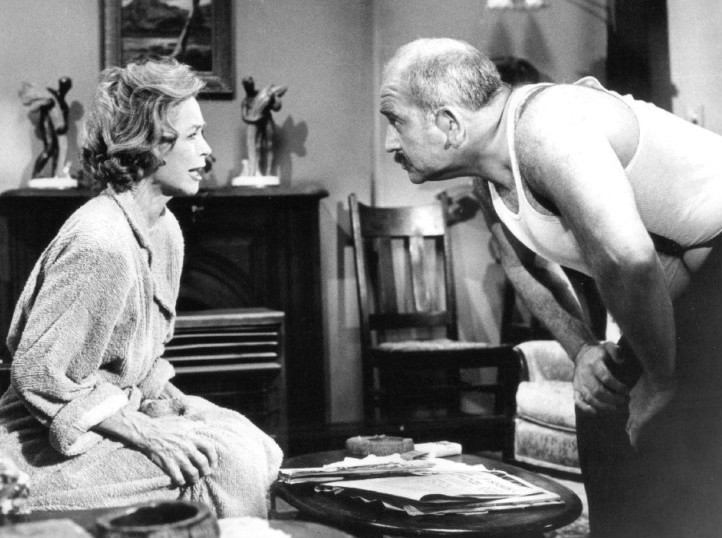
Scena z miniserialu Pogoda dla bogaczy

Miniserial (ang. miniseries, mini-series) – rodzaj serialu telewizyjnego o niewielkiej liczbie odcinków. 

## Opis
Obejmuje zwykle konkretną fabułę, z wyraźnie zaplanowanym początkiem, przebiegiem i końcem, której nie dałoby się opowiedzieć w ciągu około dwugodzinnego filmu. Miniseriale są często ekranizacjami powieści, choć zdarza się (zwłaszcza w Polsce), że są dziełami całkowicie wymyślonymi przez swoich twórców (np. Palce lizać). Zdarza się, że pełnią funkcje pilota do dłuższego serialu, np. Battlestar Galactica.
Termin miniserial w języku polskim funkcjonuje od niedawna, mimo że bardzo wiele polskich seriali, powstających od samych początków telewizji w Polsce, można zaklasyfikować jako miniseriale: Wakacje z duchami, Daleko od szosy itp. Jak zauważa Stanisław Jędryka w komentarzu na DVD jednego ze swoich filmów, idea długiego, potencjalnie niekończącego się serialu, była telewizji polskiej obca, z braku motywacji komercyjnych, więc seriale opracowywano od początku na określoną liczbę odcinków, często siedem, niezależnie od tego, czy były w odcinkach, czy też nie.
Miniseriale mają po kilka odcinków (najczęściej od czterech do sześciu, choć zdarzają się i kilkunastoodcinkowe), trwających od 30 do 90 minut. Niekiedy stacje telewizyjne na własną rękę dzielą dwuczęściowe filmy telewizyjne na paroodcinkowe seriale. W Polsce, często z realizowanym filmem kręcony jest jednocześnie kilkuodcinkowy serial, różniący się od filmu np. liczbą i długością scen, bliższym czy dalszym kadrowaniem, bądź też użytym nośnikiem. Tak było m.in. w przypadku filmu Ogniem i mieczem czy obu wersji W pustyni i w puszczy. W przypadku splatających się piątego odcinka serialu Droga i filmu Nie ma mocnych, sceny do serialu były kręcone na taśmie czarno-białej, a do filmu na barwnej.

## Przykłady miniseriali

### Zagraniczne
- Anioły w Ameryce (2003)
- Domek na prerii (2005)
- Korzenie (1977)
- Pogoda dla bogaczy (1976)
- Północ-Południe (1985)
- Córka maharadży (1994)
- Ptaki ciernistych krzewów (1983)
- Szogun (1980)
- To (1990)
- Żądza krwi (2002)
- Kamienie śmierci (2005)
- Pacyfik (2010)
- Nędznicy (2000)
- Po drugiej stronie muru (2014)
- Czarnobyl (2019)